# Алулрадж, Майкл
Майкл Арулрадж (англ. Michael Arulraj; род. 22 мая 1938) — малайзийский хоккеист на траве, полевой игрок. Участник летних Олимпийских игр 1964 и 1968 годов, бронзовый призёр летних Азиатских игр 1962 года.

## Биография
Майкл Арулрадж родился 22 мая 1938 года в Федеративных Штатах Малайи (сейчас Малайзия).
Играл в хоккей на траве в чемпионате Малайи (Малайзии) за Селангор.
В 1962 году в составе сборной Малайи завоевал бронзовую медаль хоккейного турнира летних Азиатских Игр в Джакарте.
В 1964 году вошёл в состав сборной Малайзии по хоккею на траве на летних Олимпийских играх в Токио, поделившей 9-10-е места. Играл в поле, провёл 7 матчей, мячей не забивал.
В 1968 году вошёл в состав сборной Малайзии по хоккею на траве на летних Олимпийских играх в Мехико, занявшей 15-е место. Играл в поле, провёл 8 матчей, мячей не забивал.